# Kribia
Kribia là một chi cá bống trong họ Butidae.

## Các loài
Hiện hành, trong chi này ghi nhận có các loài sau:
- Kribia kribensis (Boulenger, 1907)
- Kribia leonensis (Boulenger, 1916)
- Kribia nana (Boulenger, 1901)
- Kribia uellensis (Boulenger, 1913)